# Inés Rodena
Inés Alicia Rodena Collado (La Habana, 20 de abril de 1905-Miami, 15 de abril de 1985) fue una escritora cubana de radio y televisión.

## Biografía
Nació el 20 de abril de 1905, en La Habana, Cuba. Antes de ser escritora se desempeñaba como enfermera. Por vivencias con sus pacientes y las historias que le contaban personas cercanas, nació su pasión por escribir.
En los años cincuenta escribió su primera novela para la radio, La gata, que tuvo un gran éxito.
En 1968 la novela fue llevada a la televisión como La gata bajo la producción del entonces canal privado Venezolana de Televisión, y tuvo mucho éxito. En 1969, Rodena pasó a trabajar a Radio Caracas Televisión.
En 1971 se grabó con mucho éxito La usurpadora. Las novelas de Inés siguieron grabándose con mucho éxito en México, Venezuela y otros países latinoamericanos. Raquel, Rina, Viviana, Los ricos también lloran y Rosa salvaje fueron algunos de sus grandes éxitos.
Falleció el 15 de abril de 1985 a los 79 años de edad. 5 días antes de su cumpleaños 80 
Con el paso del tiempo después de su muerte aún se han seguido produciendo para la televisión mexicana, nuevas versiones de sus obras entre las que destacan: La gata, Enamorada, Doménica Montero, Cuando se regala un hijo y La indomable.

## Filmografía

### Radionovelas
- Abandonada
- Ambición
- Charito Carvajal
- Corina Bazán
- Cuando la rival es una hija
- Cuando se regala un hijo
- Doménica Montero
- El hogar que me robé
- Enamorada
- Entre sombras
- Ileana
- La bastarda
- La doctorcita
- La galleguita
- La gata
- La gaviota
- La indomable
- La madrastra
- La mesera
- La señorita Amalia
- La virgen de Barlovento
- La virgen de Cerro
- Lágrimas negras
- Los ricos también lloran
- Mademoseville Fabián
- María Mercé, la mulata
- María Salomé
- Milagro de amor
- Muchachas de hoy
- Nosotros los pobres
- Pobre millonaria
- Regina Carbonell
- Sacrificio de mujer
- Valentina

### Telenovelas

#### La gata
- La gata, Puerto Rico (1961) con Helena Moltalbán y Braulio Castillo.
- Ella, la gata, Argentina (1967) con Marta González y Enrique Liporace.
- La gata, Venezuela (1968) con Peggy Walker y Manolo Coego.
- La gata, México (1970) con María Rivas y Juan Ferrara.
- La fiera, México (1983) con Victoria Ruffo y Guillermo Capetillo.[3]
- Cara sucia, Venezuela (1992) con Sonya Smith y Guillermo Dávila (Versión libre).
- Sueño de amor, México (1993) con Angélica Rivera y Omar Fierro (Versión libre de La gata de 1970).
- Muñeca de trapo, Venezuela (2000) con Karina Orozco y Adrián Delgado (Versión libre).
- Por un beso, México (2000) con Natalia Esperón y Víctor Noriega (Versión libre).
- Seus Olhos, Brasil (2004) con Carla Regina y Thierry Figueira (Basada en La gata de 1970).
- Pobre diabla, México (2009) con Alejandra Lazcano y Cristóbal Lander (Basada en Cara sucia).
- La gata, México (2014) con Maite Perroni y Daniel Arenas (Versión libre).

#### María Mercé, la mulata
- María Mercé, la mulata, Puerto Rico (1965) con Luz Odilia Font.
- María Mercé, la chinita, Venezuela (1970) con Lila Morillo y Carlos Cámara.
- Siempre habrá un mañana, México (1974) con Mercedes Carreño y Eduardo Alcaraz.

#### La galleguita
- El engaño, Venezuela (1968) con Conchita Obach y Raúl Amundaray.
- Viviana, México (1978) con Lucía Méndez, Héctor Bonilla y Juan Ferrara (Versión libre).
- La goajirita, Venezuela (1982) con Caridad Canelón y Orlando Urdaneta (Versión muy libre).
- Los años pasan, México (1985) con Laura Flores y Manuel Saval.
- Segunda parte de Valentina, México (1993) con Verónica Castro y Rafael Rojas (Versión libre).
- Primera parte de Camila, México (1998) con Bibi Gaytán y Eduardo Capetillo (Versión libre de Viviana).
- Contigo sí, México (2021) con Alejandra Robles Gil, Danilo Carrera y Brandon Peniche (Basada en Viviana).

#### La virgen de Barlovento
- La virgen del Barlovento, Venezuela (1968).

#### Pobre millonaria
- Pobre millonaria, Venezuela (1969).

#### María Salomé
- Mariana Montiel, Venezuela (1969) con Carmen Julia Álvarez y Eduardo Serrano.
- Primera parte de Bianca Vidal, México (1983) con Edith González y Salvador Pineda.
- María José, México (1995) con Arturo Peniche y Claudia Ramírez (Versión libre).

#### La madrastra
- Corazón de madre, Venezuela (1969) con Amalia Pérez Díaz.
- Soledad, México (1980-1981) con Libertad Lamarque (Versión libre).
- Bendita mentira, México (1996) con Angélica María.

#### La Virgen del cerro
- Cristina, Venezuela (1970-1971) con Marina Baura y Raúl Amundaray.
- Marielena, Venezuela (1981) con María Conchita Alonso y Jean Carlo Simancas (Versión libre).
- Déjame vivir, México (1982) con Daniela Romo y Gregorio Casal (Basada en Cristina)
- El engaño, Venezuela (1989) con Gigi Zanchetta y Gabriel Fernández (Versión libre).
- Valeria, Venezuela-Estados Unidos (2008) con Alejandra Lazcano y Jorge Reyes (Versión libre de El engaño).
- Calle Luna, Calle Sol, Venezuela (2009) con Mónica Spear y Manuel Sosa (Basada en Marielena).

#### El hogar que me robé
- La usurpadora, Venezuela (1971-1972) con Marina Baura y Raúl Amundaray.
- El hogar que yo robé, México (1981) con Angélica María y Juan Ferrara.
- La intrusa, Venezuela (1986-1987) con Mariela Alcalá y Víctor Cámara.
- La usurpadora, México (1998) con Gabriela Spanic y Fernando Colunga.
- ¿Quién eres tú?, Colombia-México (2012) con Laura Carmine y Julián Gil (Versión muy libre).
- La usurpadora, México (2019) con Sandra Echeverría y Andrés Palacios (Versión libre de La usurpadora de 1998).

#### Doménica Montero
- La doña, Venezuela (1972) con Lila Morillo y Elio Rubens.
- Doménica Montero, México (1978) con Irán Eory, Rogelio Guerra y Raquel Olmedo.
- Amanda Sabater, Venezuela (1989) con Maricarmen Regueiro y Flavio Caballero (Versión muy libre).
- El desafío, Venezuela (1995) con Claudia Venturini, Henry Soto y Mimí Lazo (Versión muy libre).
- La dueña, México (1995) con Angélica Rivera, Francisco Gattorno y Cynthia Klitbo (Versión libre).
- Amor e ódio, Brasil (2001-2002) con Suzy Rego y Daniel Boaventura (Basada en La dueña).
- Soy tu dueña, México (2010) con Lucero, Fernando Colunga y Gabriela Spanic (Basada en La dueña).
- Televisa anunció una nueva versión que estará protagonizada por Angelique Boyer se estrenará en 2026

#### Sacrificio de mujer
- Primera parte de Sacrificio de mujer, Venezuela (1972) con Doris Wells y Raúl Amundaray (Versión libre).
- Segunda parte de Bianca Vidal, México (1983) con Edith González y Salvador Pineda.
- Segunda parte de Prisionera de amor, México (1994) con Maribel Guardia y Saúl Lisazo (Versión libre).
- Segunda parte de Camila, México (1998) con Bibi Gaytán y Eduardo Capetillo (Versión libre).
- Segunda parte de Amar sin límites, México (2007) con Karyme Lozano y Valentino Lanus (Versión libre).

#### Regina Carbonell
- Regina Carbonell, Venezuela (1972) con Doris Wells y Edmundo Arias.
- Pobre señorita Limantour, México (1987) con Ofelia Cano y Víctor Cámara.
- El amor no tiene precio, México (2005) con Susana González y Víctor Noriega  (Fusión con El precio de un hombre, de Caridad Bravo Adams).

#### Muchachas de hoy
- Primera parte de Raquel, Venezuela (1973) con Doris Wells y Raúl Amundaray.
- Verónica, México (1979) con Julissa y Ricardo Blume (Contraversión de Raquel).
- Primera parte de Abigaíl, Venezuela (1988) con Catherine Fulop y Fernando Carrillo (Basada en Raquel).
- Sin ti, México (1997) con Gabriela Rivero y René Strickler (Basada en Verónica).
- Luisa Fernanda, Venezuela (1999) con Scarlet Ortiz y Guillermo Pérez (Versión libre).

#### Cuando la rival es una hija
- Mi rival, México (1973) con Lola Beltrán, Saby Kamalich y Enrique Álvarez Félix.
- Amada enemiga, México (1997) con Dominika Paleta, Susana Dosamantes y Enrique Ibáñez (Basada en Mi rival).

#### Abandonada
- Abandonada, Venezuela (1969) con Marina Baura y Raúl Amundaray.
- Marcha nupcial, México (1977) con Alma Muriel y Carlos Piñar.
- Primera parte de Marisol, México (1996) con Erika Buenfil y Eduardo Santamarina (Versión libre).
- Primera parte de Marisol, Brasil (2002) con Bárbara Paz y Carlos Casagrande (Basada en Marisol).

#### Enamorada
- La italianita, Venezuela (1973) con Marina Baura y Elio Rubens.
- Rina, México (1977) con Ofelia Medina y Enrique Álvarez Félix.
- María Mercedes, México (1992) con Thalía y Arturo Peniche (Versión libre).
- Inocente de ti, México (2004) con Camila Sodi y Valentino Lanús (Versión libre de María Mercedes).
- María Esperança, Brasil (2007) con Bárbara Paz y Ricardo Ramory (Basada en María Mercedes).
- María Mercedes, Filipinas (2013) con Jessy Mendiola y Jake Cuenca (Basada en María Mercedes).

#### Ambición
- Ambición, Perú (1973) con María Cristina Ribal.
- Ambición, México (1980) con Julieta Bracho y Rafael Baledón.

#### La indomable
- La indomable, Venezuela (1973) con Marina Baura y Elio Rubens.
- La venganza, México (1977) con Helena Rojo y Enrique Lizalde.
- Marimar, México (1994) con Thalía y Eduardo Capetillo (Versión libre).
- MariMar, Filipinas (2007) con Marian Rivera y Dingdong Dantes (Basada en Marimar de 1994).
- Alma indomable, Venezuela-Estados Unidos (2010) con Scarlet Ortiz y José Ángel Llamas (Basado en La indomable).
- Corazón indomable, México (2013) con Ana Brenda Contreras y Daniel Arenas (Basada en Marimar de 1994).
- MariMar, Filipinas (2015) con Megan Young y Tom Rodríguez (Basada en Marimar de 1994).

#### Valentina
- Valentina, Venezuela (1975) con Marina Baura y Raúl Amundaray .
- Rebeca, Venezuela (1984) con Tatiana Capote y Franklin Virgüez (Versión libre).
- Alma mía, Venezuela (1988) con Nohely Arteaga, Carlos Montilla y Astrid Carolina Herrera.
- Cuando hay pasión, Venezuela (1999) con Fedra López y Jorge Reyes (Versión muy libre).
- La intrusa, México (2001) con Gabriela Spanic y Arturo Peniche (Basada en Valentina).

#### Ileana
- Iliana, Venezuela (1977) con Lila Morillo y Elio Rubens.
- Primera parte de Amalia Batista, México (1983) con Susana Dosamantes y Rogelio Guerra.
- Primera parte de Prisionera de amor, México (1993) con Maribel Guardia y Saúl Lisazo.

#### Corina Bazán
- Cristina Bazán, Puerto Rico (1978) con Johanna Rosaly y José Luis Rodríguez ''El Puma''.
- Ana Cristina, Perú (2011) con Karina Jordán y Segundo Cernadas.

#### Lágrimas negras
- Lágrimas negras, México (1979) con Irma Lozano y Gastón Tuset.

#### Los ricos también lloran
- Primera parte de Los ricos también lloran, México, (1979) con Verónica Castro, Rogelio Guerra y Rocio Banquells.
- Primera parte de María la del barrio, México (1995) con Thalía, Fernando Colunga e Itati Cantoral.[4] (Versión libre).
- Os ricos também choram, Brasil (2005) con Thais Fersoza y Marcio Kieling (Versión muy libre).
- Primera parte de Marina, México-Estados Unidos (2006) con Sandra Echeverría, Mauricio Ochmann y Aylin Mujica (Versión libre).
- Primera parte de María la del barrio, Filipinas (2011-2012) con Erich Gonzales y Enchong Dee (Basada en María la del barrio).
- Primera parte de Los ricos también lloran, México (2022) con Claudia Martín, Sebastián Rulli y Fabiola Guajardo (Versión libre de Los ricos también lloran de 1979).

#### Cuando se regala un hijo
- Segunda parte de Raquel, Venezuela (1973) con Doris Wells y Raúl Amundaray (Versión libre).
- Segunda parte de Los ricos también lloran, México, (1979) con Verónica Castro, Rogelio Guerra y Rocío Banquells.
- Segunda parte de Abigaíl, Venezuela (1988) con Catherine Fulop y Fernando Carrillo (Basada en Raquel).
- Segunda parte de María la del barrio, México (1995) con Thalía, Fernando Colunga y Itatí Cantoral (Basada en Los ricos también lloran).
- Segunda parte de Marisol, México (1996) con Erika Buenfil y Eduardo Santamarina (Versión libre).
- Segunda parte de Marisol, Brasil (2002) con Bárbara Paz y Carlos Casagrande (Basada en Marisol).
- Segunda parte de Marina, México-Estados Unidos (2006) con Sandra Echeverría, Manolo Cardona  y Aylin Mujica (Versión libre).
- Segunda parte de María la del barrio, Filipinas (2011-2012) con Erich Gonzales y Enchong Dee (Basada en María la del barrio).
- Segunda parte de Los ricos también lloran, México (2022) con Claudia Martín, Sebastián Rulli y Fabiola Guajardo (Versión libre de Los ricos también lloran de 1979).

#### La gaviota
- Sandra y Paulina, México (1980) con Jacqueline Andere y Julio Alemán.

#### La doctorcita
- Segunda parte de Amalia Batista, México (1983) con Susana Dosamantes y Roberto Ballesteros.

#### La mesera
- Abandonada, México (1985) con María Sorté y José Alonso.
- Mujer bonita, México (2001) con Adriana Fonseca y René Strickler.

#### La indomable+La gata
- Rosa salvaje, México (1987) con Verónica Castro y Guillermo Capetillo.

#### Enamorada+La gata
- Rubí rebelde, Venezuela (1989) con Mariela Alcalá y Jaime Araque.

#### La galleguita+La indomable+La gata
- Gata salvaje, Venezuela-Estados Unidos (2002) con Marlene Favela y Mario Cimarro.

### Cine

#### El hogar que me robé
- La usurpadora: El musical, México (2023) con Isabella Castillo y Alan Estrada (Basada en La usurpadora de 1998).